# Alfred Schmidt (filozof)

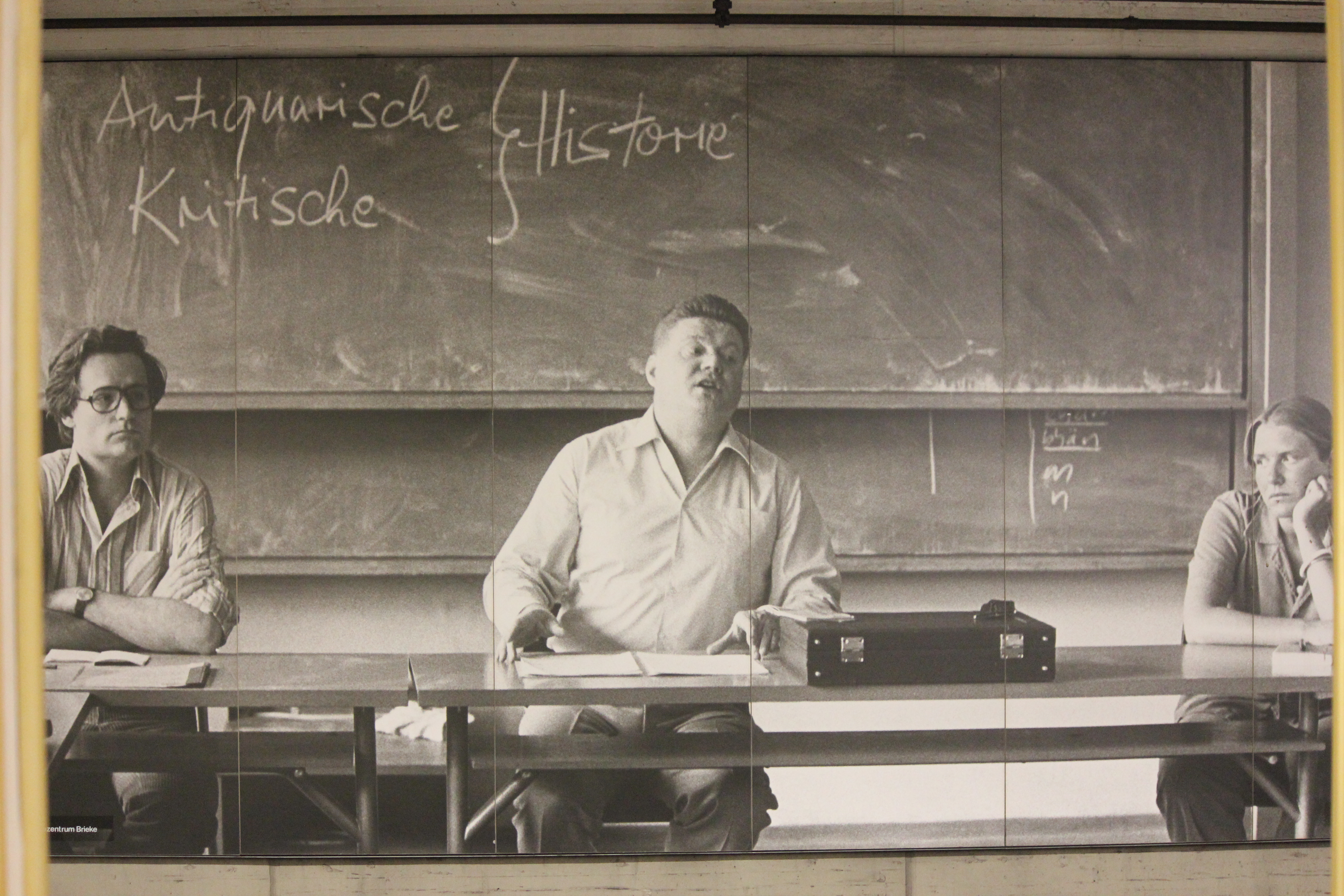
Alfred Schmidt

Alfred Schmidt (ur. 19 maja 1931 w Berlinie, zm. 28 sierpnia 2012 we Frankfurcie nad Menem) – niemiecki filozof i socjolog, przedstawiciel młodszego pokolenia szkoły frankfurckiej, emerytowany profesor filozofii społecznej w Uniwersytecie we Frankfurcie nad Menem.

## Życiorys
Schmidt wpierw studiował historię, filologię klasyczną i angielską na Uniwersytecie Johanna Wolfganga Goethego we Frankfurcie a później filozofię i socjologię. W latach 1957–1960 pod kierownictwem Theodora W. Adorno i Maxa Horkheimera przygotował dysertację doktorską poświęconą pojęciu przyrody u Marksa (Der Begriff der Natur in der Lehre von Marx. Überarbeitete, ergänzte und mit einem Postscriptum versehene Neuausgabe, Frankfurt am Main 1971).
Schmidt był profesorem filozofii i socjologii na Uniwersytecie we Frankfurcie od 1972 do 1999, kiedy przeszedł na emeryturę. Jest członkiem niemieckiego PEN Clubu i członkiem honorowym Towarzystwa Schopenhauerowskiego.
Przez długie lata, w odróżnieniu od innych frankfurtczyków, nie nawiązywał do pism młodego Marksa i nie dostrzegał w nich kwintesencji marksizmu. Przeciwstawiał się ahistorycznemu redukowaniu nauki Marksa do zawartej w jego wczesnych pismach problematyki alienacji. Wychodził on z założenia, że realny humanizm pism młodego Marksa nie tylko nie został zanegowany w późniejszej twórczości, ale skonkretyzowany. Uważał, że młodzieńcze pisma Marksa i Engelsa, w których przez długi czas doszukiwano się właściwych filozoficzno-humanistycznych treści marksizmu, są całkowicie zrozumiałe dopiero z punktu widzenia historyczno-ekonomicznych analiz zawartych w Kapitale.
W latach siedemdziesiątych Schmidt zaczął także odwoływać się do pism młodego Marksa, czemu towarzyszyło zainteresowanie twórczością Feuerbacha. W wydanej w 1973 r. pracy Emanzipatorische Sinnlichkeit. Ludwig Feuerbachs antropologischer Materialismus podjął próbę reinterpretacji dzieła Feuerbacha z punktu widzenia kluczowych problemów współczesności. Schmidt zasłynął jako wydawca i komentator pism starszego pokolenia frankfurtczyków, a zwłaszcza dzieł Horkheimera. Stał się również historykiem szkoły frankfurckiej (m.in. Die Kritische Theorie als Geschichtsphilosophie, Frankfurt am Main, 1976). Od lat osiemdziesiątych jego badania skupiły się na problematyce filozofii religii i filozofii Artura Schopenhauera.